# Benoit Danneel

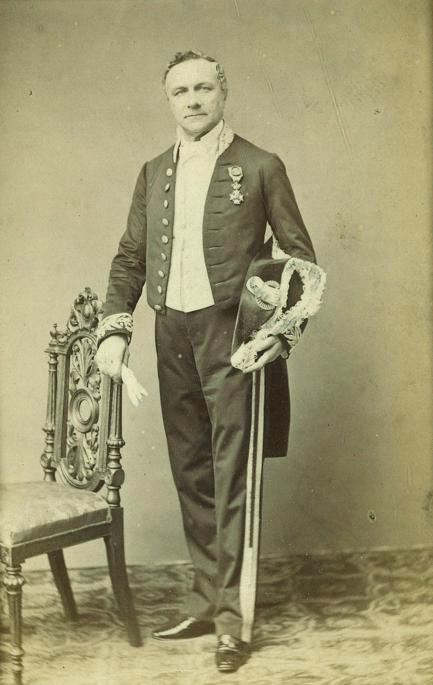
Burgemeester Benoit Danneel in 1864

Louis Benoit Danneel (Kortrijk, 20 september 1805 - ?, 7 mei 1893) was een Belgisch liberaal politicus en burgemeester.
Daneel was textielhandelaar en was tot het aantreden van Vincent Van Quickenborne in 2013 de enige liberale burgemeester die Kortrijk gekend heeft. Dit ambt bekleedde hij van 1855 tot 1864. Onder het burgemeesterschap van Benoit Danneel werd de overdekte vishalle op de Vismarkt opgericht.